# Platisus integricollis
Platisus integricollis is een keversoort uit de familie platte schorskevers (Cucujidae). De wetenschappelijke naam van de soort werd in 1878 gepubliceerd door Edmund Reitter.